# 都事
都事，中國古代官職之一，晉代、南北朝設尚書都令史為尚書令、僕射、左右二丞之屬吏，隋改都令史為都事。隋唐分屬六尚書，秩從七品上，宋朝尚書省設三人，秩正八品，與錄事同列堂後官。元代中書省左右司、樞密院、御史台、宣政院以及各行中書省均設，秩正七品或從七品。明代都察院、五軍都督府、各都指揮使司、宣慰使司亦設有此首領官。
在清朝，此官職配置於朝廷之監察部門，如都察院。品等為正六品。該官職主要監察六部業務之輔佐，設置於都察院六科的各都事均官小權大。1910年代，清朝滅亡後，該官職廢除。